# Comuna Ștefan cel Mare, Argeș
Ștefan cel Mare (în trecut, Glavacioc) este o comună în județul Argeș, Muntenia, România, formată din satele Glavacioc și Ștefan cel Mare (reședința).

## Așezare
Comuna se află în extremitatea sud-estică a județului, la limita cu județele Dâmbovița și Teleorman, în Câmpia Găvanu-Burdea, subdiviziune a Câmpiei Române, pe malul drept al râului Dâmbovnic. Este străbătută de șoseaua județeană DJ659, care o leagă spre nord-est de Slobozia, Mozăceni, Negrași, Rociu, Suseni, Bradu (unde se intersectează cu DN65B) și Pitești (unde se termină în DN65) și spre sud-est în județul Dâmbovița de Șelaru.
În afara Dâmbovnicului, pâraiele Glavacioc și Negrișoara întregesc peisajul hidrografic al apelor curgătoare de pe raza localității. În partea partea de est a comunei se află niște iazuri și o zonă mlăștinoasă a bălților.
Cadrul natural se completează cu aspectele climatice, vegetative, faunistice și pedologice. Astfel, sub aspect climatic localitatea se caracterizează prin tipul temperat-continental cu nuanțe de tranziție. Temperatura medie anuală este specifică sudului țării, adică de aproximativ 10-11 grade C, iar cele medii ale iernii și ale verii sunt de 0-3 grade C, respectiv 21-23 grade C. Precipitațiile medii anuale oscilează în jurul valorilor medii de 500–700 mm.
Vegetația se caracterizează printr-o multitudine de specii stepice, combinate cu păduri, specifice etajului de silvostepă, iar din punct de vedere faunistic peisajul se întregește cu speciile specifice acestui etaj vegetativ, adică: rozătoare (șoarecele de câmp, hârciogul, popândăul etc.), păsări (vrabia, guguștiucul, fazanul, potârnichea), specii de pești etc.

## Toponimie
Glavacioc - toponim topografic evocând natura terenului pe care s-a constituit așezarea, termenul provenind din sârb. oglavak < vechiul slav. glavă > cu sens de „colină, coastă”. Tradiția orală asociază numele așezării cu un aspect local al luptei de clasă: tăierea și expunere, într-un par, a capului unui ciocoi hapsân de către răsculați.
Ștefan cel Mare - toponim relativ recent, evocând o personalitate a istoriei naționale Anterior, așezarea purta denumirea de Satul Nou - marcă toponimistică a constituirii ulterioare a așezării în raport cu localitatea învecinată, Glavacioc. Satul a fost înființat după împroprietărirea din anul 1880, planul viitoarei așezări fiind elaborat de inginerul Florescu, moldovean de origine, care a solicitat beneficiarilor proiectului său ca noua așezare să poarte numele voievodului moldovean Ștefan cel Mare. Noii împroprietăriți s-au stabilit în localitate în anul 1889, când fuseseră deja edificate circa 100 de case.

## Istorie
La sfârșitul secolului al XIX-lea, comuna purta numele de Glavacioc și făcea parte din plasa Glavacioc a județului Vlașca. Avea 2305 locuitori în satele Glavacioc, Ștefan cel Mare (recent înființat, în 1882, prin împroprietărire pe terenul secularizat în 1864 de la mănăstirea Glavacioc) și Șelaru. În comună  funcționau o școală mixtă și două biserici.
Anuarul Socec din 1925 consemnează comuna în alcătuirea actuală, în aceeași plasă, având 2100 de locuitori.
În 1931, comuna a luat numele de Ștefan cel Mare, după ce a rămas doar cu acest sat, satul Glavacioc trecând la comuna Șelaru. În 1950, comuna a fost transferată raionului Găești din regiunea Argeș. În 1968, comuna Ștefan cel Mare a trecut la județul Argeș și a preluat înapoi satul Glavacioc de la comuna Șelaru, rămasă în județul Dâmbovița.

## Monumente istorice

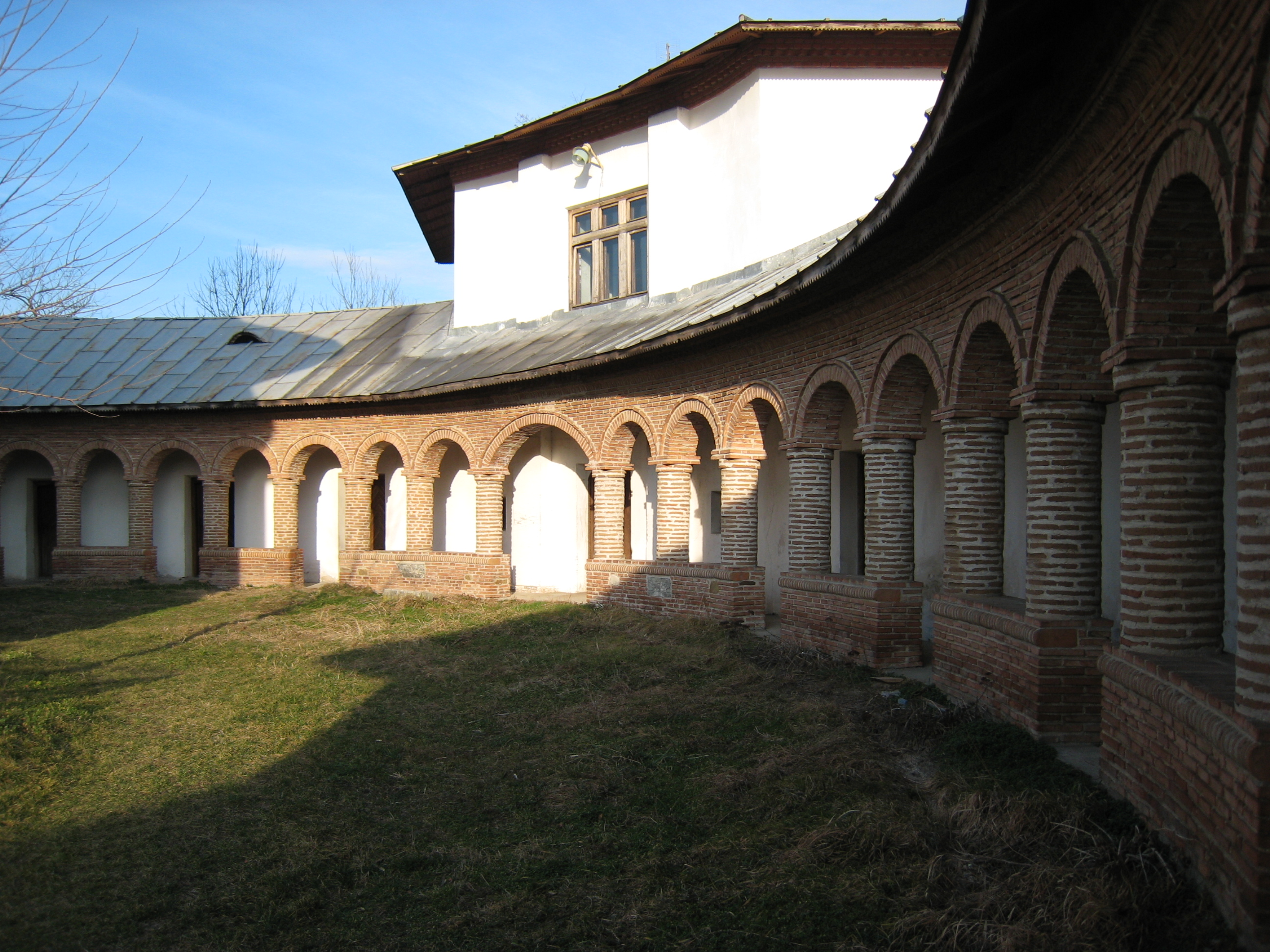
Chiliile în hemiciclu ale mănăstirii Glavacioc, monument istoric

### Mănăstirea Glavacioc
În comuna Ștefan cel Mare se află monumentul istoric de arhitectură de interes național, mănăstirea Glavacioc.
Situată pe un promontoriu situat la confluența a două ape,  Glavaciocul și Balabanul,  mănăstirea Glavacioc, existentă pe vremea domniei lui Mircea cel Bătrân, este unul din cele mai vechi și mai mari ansambluri monahale din Valahia. Identificată de unii cu Strugalea, mănăstire menționată într-un hrisov al lui Mircea cel Bătrân, din 11 mai 1409, mănăstirea Glavacioc este atestată pentru prima dată în hrisovul lui Radu cel Mare, din 20 iulie 1507, prin care-i întărește sate care fuseseră „dăruite de strămoșii noștri și încă de la Mircea voevod”.
Niciun document nu are informații exacte despre întemeierea mănăstirii și despre cine a construit prima biserică. În schimb, cea de-a doua biserică a fost făcută, potrivit pisaniilor din 1704, care se păstrează și astăzi „den temelia ei de bun și bătrânul Vlad voevod Călugărul, denpreună cu fii-său Radul-Vodă”. Construind cea de-a doua biserică, Vlad Călugărul a ales Glavaciocul ca loc în care să se îngroape. În pisaniile așezate în 1704, cu ocazia lucrărilor efectuate în timpul domniei lui Constantin Brâncoveanu, se menționează și despre „piatra peste Vlad-Vodă”.
Însoțindu-l pe patriarhul Macarie al Antiohiei, care în 1657 a vizitat și Glavaciocul, fiul și secretarul său, Paul de Alep, consemnează: „Biserica este mare, având două turle, deasupra navei, cealaltă deasupra corului. Pe cele patru coloane sunt patru arcuri pe care este rezemată turla”. Asemănând-o cu biserica Adda din ținutul Tripoli, el menționează că nu a mai „văzut în această țară nicio altă biserică care să poată fi asemănată acesteia”.
În vizita pe care a efectuat-o în Țara Românească, mitropolitul Neofit I Cretanul a poposit și la Glavacioc, între 6 și 8 august 1747, unde a slujit de două ori liturghia, menționând: „Apoi am trecut apa Teleormanului și am ajuns seara la mănăstirea Glavacioc, care este mănăstire veche, făcută de Vlad Vodă Călugărul la leat 7004 (1465-1486 n.n.), cum scrie pisania în poartă”. Cercetările arheologice realizate în interiorul bisericii în anul 2005 de arheologi de la Muzeul Județean Argeș, au dus la descoperirea, parțială, a fundațiilor bisericii ridicate de Vlad Călugărul, realizate din bolovani de râu prinși cu mortar. Lăcașul construit de Vlad Călugărul era o construcție de plan treflat, compusă din altar, naos și pronaos, cu abside semircirculare, atât în interior cât și în exterior. 
Tot în anul 2005 au fost descoperite două pietre de mormânt, una din ele fiind cea așezată în 1704 pe mormântul voievodului Vlad Călugărul. Exemplar al artei brâncovenești, piatra lui Vlad Călugărul din 1704, păstrat într-o stare bună, este confecționată din calcar, fiind decorată cu motive florale, dar și cu stema Țării Românești. 
Textul, plasat într-un dreptunghi, sub stemă, scris în limba română cu alfabet chirilic, glăsuiește „Suptu această piatră hodinescu oasele creștinului Vlad Voievod Călugărul, ctitorul sfintei mănăstiri, care au făcut mănăstirea den temeliia ei. Și piatra aceasta făcută iase și pusă precum să viade de Ștefan ieromonah egumenul, luna martie 2 dni, leat 7212. Roc. 1704”. 

### Biserica «BV»
Prezintă un plan trilobat cu turle deasupra naosului și pronaosului. Decorația exterioară este formată dintr-o corniță zimțată, ancadramente, basoreliefuri specifice epocii brâncovenești iar tâmpla este alcătuită din piatră sculptată (1843).
Pictura murală din 1843 este opera zugravilor: Vasile, Costea și Gheorghe. În perioada anilor 1944-1970, au fost întreprinse, prin osârdia preotului Ilie Diaconescu, lucrări de consolidare a clădirilor componente ale ansamblului, cu sprijinul financiar al Direcției Monumentelor Istorice.
Restaurarea Ansamblului feudal Glavacioc, coordonată de Episcopia Argeșului, oferă posibiltăți reale de valorificare cultural-istorică, prin reamenajarea expoziției muzeale organizate de către preotul cărturar Ilie Diaconescu, în Casa domnească, cuprinzând, printre altele, „icoane de factură slavă și română, pisaniile brâncovenești, fragmente de lespezi tombale, argintăria și bronzăria veche, mobilierul de gorun, tipăriturile slave, chirilo-române și eline, pomelnicul ctitoricesc din cursul investigațiilor arheologice efectuate în perimetrul Mănăstirii Glavacioc.

### Biserica Ștefan cel Mare
A fost ctitorită de preot Ioan Trifu, Ion Mateescu, Gheorghe Moroșanu, R. Puică. Pictura murală a fost executată de Nicolae Colomițiu iar iconostasul a fost sculptat în lemn de Dumitru Iliescu-Călinești.

### Cruci de piatră
Glavacioc (1834 decembrie 27) - în curtea mănăstirii.

### Monument eroi
Ștefan cel Mare (1916-1918) - autor Kaghiorghis, situat lângă Școala generală Ștefan cel Mare.

## Demografie
Componența etnică a comunei Ștefan cel Mare
     Români (93,44%)
     Alte etnii (0%)
     Necunoscută (6,56%)
Componența confesională a comunei Ștefan cel Mare
     Ortodocși (93,06%)
     Alte religii (0,19%)
     Necunoscută (6,75%)
Conform recensământului efectuat în 2021, populația comunei Ștefan cel Mare se ridică la 2.103 locuitori, în scădere față de recensământul anterior din 2011, când fuseseră înregistrați 2.443 de locuitori. Majoritatea locuitorilor sunt români (93,44%), iar pentru 6,56% nu se cunoaște apartenența etnică. Din punct de vedere confesional, majoritatea locuitorilor sunt ortodocși (93,06%), iar pentru 6,75% nu se cunoaște apartenența confesională.

## Politică și administrație
Comuna Ștefan cel Mare este administrată de un primar și un consiliu local compus din 11 consilieri. Primarul, Ion Parpală[*], de la Partidul Social Democrat, este în funcție din octombrie 2020. Începând cu alegerile locale din 2024, consiliul local are următoarea componență pe partide politice:
|  | Partid                    | Consilieri | Componența Consiliului | Componența Consiliului | Componența Consiliului | Componența Consiliului | Componența Consiliului | Componența Consiliului | Componența Consiliului | Componența Consiliului | Componența Consiliului |
|  | ------------------------- | ---------- | ---------------------- | ---------------------- | ---------------------- | ---------------------- | ---------------------- | ---------------------- | ---------------------- | ---------------------- | ---------------------- |
|  | Partidul Social Democrat  | 9          |                        |                        |                        |                        |                        |                        |                        |                        |                        |
|  | Partidul Național Liberal | 1          |                        |                        |                        |                        |                        |                        |                        |                        |                        |
|  | Partidul Puterii Umaniste | 1          |                        |                        |                        |                        |                        |                        |                        |                        |                        |

## Economie
În centrul satului Ștefan cel Mare se găsesc, în cea mai mare parte instituțiile publice ale localității cum ar fi: școala, primăria, poliția, dispensarul, farmacia, unitățile comerciale, centrala telefonică, centrul reparații frigidere, etc. Tot pe raza localității se mai întâlnesc și câteva mori, două fabrici de pâine și produse de panificație, acestea din urmă reușind să dea un specific aparte zonei, scoțându-se în evidență a unei regiuni bine reprezentate în producția de cereale. Școala Generală cu clasele I-VIII se află și ea în centrul localității de reședință. Din punct de vedere economic, în zonă se practică extracția petrolului.